# Le Génie et la Fée
Le Génie et la Fée (titre original : The Hobo and the Fairy) est une nouvelle de l'écrivain américain Jack London, publiée aux États-Unis en 1911.

## Historique
La nouvelle est publiée initialement dans le magazine The Saturday Evening Post le 11 février 1911, avant d'être reprise dans le recueil The Turtles of Tasman en septembre 1916.

## Éditions

### Éditions en anglais
- The Hobo and the Fairy, dans The Saturday Evening Post, périodique, février 1911.
- The Hobo and the Fairy, dans le recueil The Turtles of Tasman, New York ,The Macmillan Co, septembre 1916.

### Traductions en français
- Le Génie et la Fée, traduction de Louis Postif, 1931-1932.
- Le Génie et la Fée, traduction de Louis Postif, in Les Condamnés à vivre, recueil, U.G.E., 1974.
- Le Génie et la Fée, traduction de Louis Postif, in Un Petit soldat et autres histoires d’hommes, recueil, Folio, 1981.

## Sources
- (en) Jack London's Works by Date of Composition
- http://www.jack-london.fr/bibliographie